# Quasimodaspis brentsae
Quasimodaspis brentsae ist eine ausgestorbene Art der Gliederfüßer (Arthropoda) aus dem mittleren bis oberen Kambrium.

## Merkmale
Der Körper hatte eine eiförmige Gestalt und war etwa doppelt so lang wie breit (maximale Länge 14,1 mm, maximale Breite 7,9 mm.). Die Kopfplatte war halbrund mit einem verdickten vorderen Rand ohne Stacheln. Die großen, glatten Augen lagen relativ weit auseinander. Der Rumpf bestand aus zwölf sich überlappenden Tergiten, welche in kurzen Pleuralstacheln zusammenliefen. Der letzte Tergit war ehr klein und dreieckig und erstreckte sich in einen Schwanzstachel ohne Rillen oder Spalten.

## Etymologie
Quasimodo stammt vom weißen Sonntag (Quasimodogeniti), bei dem die ersten Worte der Antiphon aus der Epistel Quasi modo geniti infantes (dt. „Wie die neugeborenen Kindlein“) lauten, und heißt in etwa „wie“ oder „ähnlich“. Dies bezieht sich darauf, dass die Art relativ früh in der Entwicklungsgeschichte der Gliederfüßer auftritt. Der Zusatz des griechischen Wortes aspis für Schild bezieht sich auf das starke schildartige Aussehen der Gattung.
Das Artepitheton brentsae wurde zu Ehren von Melissa Brents gewählt, welche im Frühling 2002 mehrere Exemplare fand.

## Fundorte
Mehr als 15 Exemplare dieser Art wurden in der Emigrant Formation im nördlichen Teil der Silver Peak Range in Esmeralda County, Nevada gefunden. Der Holotyp (USNM 520681) sowie die weiteren Exemplare (USNM 520682–520696) befinden sich nun im National Museum of Natural History in Washington, D.C.

## Systematik
Waggoner stellte die Art in die Ordnung Aglaspidida, jedoch erfüllt sie nach van Roy 2006 nicht alle Merkmale für die Ordnung im strengen Sinne. Er klassifizierte Quasimodaspis brentsae daher als aglaspidida-ähnlichen Gliederfüßer.